# Chlorocichla prigoginei
Chlorocichla prigoginei là một loài chim trong họ Pycnonotidae.